# Nationaal park Araucárias
Het Nationale park Araucarias (Portugees: Parque Nacional das Araucárias) is een nationaal park in Brazilië. Het ligt in de gemeenten Passos Maia en Ponte Serrada. 
De oppervlakte bedraagt 12841 ha. Het park bestaat uit rijke en gevarieerde Araucariabossen met goed ontwikkelde bomen met soms een diameter van ruim 3 meter. Het park ontleent zijn aantrekkelijkheid aan de combinatie van bossen en rivieren.
Het park is opgericht in 2005 en er is een speciale dienst ingesteld voor het beheer. Het belangrijkste doel van het park is het behoud van het bos, het uitvoeren van wetenschappelijk onderzoek, de ontwikkeling van milieu-educatie en het bieden van mogelijkheden voor ecotoerisme en recreatie.